# Cymothoa oestrum
Cymothoa oestrum är en kräftdjursart som först beskrevs av Carl von Linné 1758.  Cymothoa oestrum ingår i släktet Cymothoa och familjen Cymothoidae. Inga underarter finns listade i Catalogue of Life.